# خواطر شاب (كتاب)
كتاب خواطر شاب أحتوى على موضوعات متنوعة بين الشخصية والمحلية والعالمية وما يخص الأمة الإسلامية وما يخص العرب. الكتاب بسيط في إسلوبه عميق في أفكاره ملهم في جديد تناوله لأمور حياتية يومية علي مستوي الشخص والأمة والعالم. فقد سكب أحمد الشقيري خواطره بتلقائية وحرارة لا يفسدها أو يؤثر في ترابطها تصنيفه المنطقي لها ما بين: خواطر للقلب والروح، وخواطر لتطوير الذات، وخواطر للعقل والفكر، وخواطر عن الأحداث.
بل أن هذا التقسيم لخواطره في حد ذاته أحد الفوائد التي يمكن أن يخرج بها القارئ من الكتاب ليتدرب علي توجيه خواطره والتحكم فيها خاصة وأن ذلك يعد تطبيقاً عملياً لنصيحة الشقيري في الكتاب عن أهمية مراقبة الخواطر لتحكمها في سلوك المرء فما يبدأ بخاطرة قد يتحول إلي فكرة فخطة فعمل فعادة. كتاب مليء بالحكم والاقتباسات الجيدة ذكر فيه قصص جميلة كقصة حذاء غاندي وتحدث عن أبي حنيفة في خاطرة بعنوان الإمام الأعظم وعن بوذا أيضاً وتميز الكتاب بقصر مقالاته وشفافية انتقاده. فالكتاب لا يعتمد على موضوع واحد فيذكرك بمقولة (من كل بستان زهرة) وهذا شيء أبعد عن بعض القراء الملل طول فترة قراءتهم للكتاب، وقد أشحن البعض بموجات من التفاؤل تارة والنشاط تارة أخرى.

## محتوى الكتاب
يقدم الشقيري من خلال خواطره العون للمبتدئ علي طريق الوعي وإصلاح النفس كما يؤنس من قطع في الطريق شوطاً ويثري عقله وقلبه بأبسط الأفكار وأكثرها فاعليه ويهب نفحة أمل لأساتذة ورواد الطريق في تواصل جهدهم بجيل واعي من الشباب أثمرت جهودهم في دعوتهم فأنتبهوا يبغون إصلاحاً بادئين بأنفسهم ومادين يد العون لإخوانهم علي الطريق.

يعترف الكاتب بالفضل لأهل الفضل ممن تعلم منهم بالاحتكاك المباشر أو بقراءة كتاباتهم بالشكر الصريح المهدي لهم وبالإستشهاد ببعض أقوالهم فيورد للشيخ محمد الغزالي مقولته 
 ويورد للأم تريسا مقولتها:
 كما يورد بعض الحكايات الملهمة عن الزعيم الهندي غاندي ويوضح كيف يستلهم منها الفائدة في توجيه الفكر والسلوك. ويحث علي القراءة عن سير العلماء والبارزين.

### المقدمة
إذا اردت ان تحدث تغييراً سواء في نفسك أو في غيرك، فهنالك مثلث ينبغى ان يحدث التغيير في جميع أضلاعه حتى يكون التغيير شاملاً ومؤثراً وهذا المثلث يشمل الأضلاع التالية: 1) الفكر: الفكر هو مثل السائق الذي يقود سيارة فيحدد وجهتها، فإذا تغير الفكر تغيرت وجهة حياتك وتغير مصيرك.
2) القلب: وهو الوقود في السيارة، وهو يعطى الطاقة للحركة فتغيير الفكر وحده لا ينفع دون انفعال القلب مثل السيارة التي لا تصلح للحركة حتى مع وجود سائق.
3) السلوك: فهنالك مهارات سلوكية معينة يحتاجها الإنسان لكى يصل إلى هدفه الذي حدده له العقل وحركة القلب، فالسائق الجالس في السيارة ويعرف اين يذهب ومعه وقود لن يستطيع تحريك السيارة بشكل سليم دون أن يتعلم مهارات القيادة
و عليه فقد قسمت كتابي هذا إلى أقسام أساسية وهي:
خواطر للفكر وللقلب ولتطوير الذات: آملا وداعيا الله عز وجل أن تساعد هذه الخواطر في إحداث تغيير نوعى وفاعل لدى الشباب والشابات.

### الهدف
يقدم الشقيري عصارة تجربته وخبرته وقراءاته بتواضع وإخلاص كما لا يدعي تقدماً – وإن كان من الواضح للعيان أنها قطع في الطريق شوطاً - إنما يطمئنك أنه علي الدرب يجتهد في المسير فيلخص بعض الفوائد مثل أن: - التدرج أحد سنن الله في الكون - والعبد حر ما قنع والحر عبد ما طمع - والرزق ليس مال فقط ولكن مال وصحة وراحة بال وذكاء وعضلات وأولاد... إلخ. - والبركة رزق - التغيير في النفس أو الغير يشمل ثلاث جوانب أساسية: الفكر ويمثل القيادة، والقلب ويمثل المحرك، والسلوك ويمثل المهارات. - وأربط كل عمل بالله وبالآخرة - والبحث عن السعادة في الداخل وليس في الخارج. -
وتتحول المحن إلي منح بالاستفادة من التجربة - ولا يوجد فشل لكن تجارب حياة - وغير تحليلك للحدث تتغير مشاعرك وانفعالاتك نحوه. - وتقبل ما لا تستطيع تغييره - وركز علي ما تستطيع التأثير فيه. - وأستفد من السعة بين الفعل ورد الفعل - وقم ببناء قراراتك علي أساس مبادئك لا مزاجك - ولا تنشغل بالتوافه ولا تحزن علي ما فاتك - وتدرب علي سرعة البديهة من خلال إتخاذ القرارات العقلانية. - والسعادة الحقيقة في إثراء الحياة من حولك وتأخير رغباتك وذلك ليس سهلاً - ويجب أن يرتبط هدفك الاسمي بما تحب وتكون ماهراً فيه - ويجب أن تكون أهدافك مرتبطة بهدفك الأسمي ومحددة الوقت والمعالم وصعبة التحقيق لكن ليست مستحيلة التحقيق.

### نقل الخبرة
ويتحدث المؤلف بصراحة عن تجربته الذاتية في الإقلاع عن التدخين ملهماً غيره وموسعاً مغزي التجربة للتخلص من أي عادة سيئة فيحدد خطوات الإقلاع عن العادة السيئة بعد دراستها وتحديدها كالأتي: تغيير محيطك للتخلص من جاذبية العادة، مقاومة الانتكاس إستبدالها بعادة صحية، صحبة صالحة الإطلاع علي الكتب التي تتناول الإقلاع عن العادات مثل كتاب أيقظ قواك الخفية، الدعاء.

كما يعترف الشقيري بشجاعة كيف اكتشف الكبر في نفسه وكيف يسعي للتخلص منه فيقدم لك اختبار الكبر ليحثك علي أن تعرف نفسك من خلال إجابة أسئلة الاختبار التالية: هل يزعجك النقد؟ هل تقاطع الناس؟ هل يخيفك الأعلي منك مكانة؟ هل تخشي إعلان رأيك؟ هل تتحدث أكثر مما تسمع؟ هل يختلف تعاملك مع الناس حسب مناصبهم؟ هل تأخذ الجدال علي محمل شخصي؟ هل يوترك عدم تأييد الناس؟ هل يسعدك المدح؟ هل تقارن بينك وبين الناس وتشعر بالسعادة مع من هم دونك وبالسوء مع من يفضلك؟ ويرشدك للعلاج في العمل علي النقاط التي أوردها في الاختبار معززاً ذلك بأقوال بعض السلف الصالح الدالة علي سلوكهم في علاج الكبر كقول الحسن البصري:

### نصائح وتوجيهات
ويقدم اختبار آخر لصفة الغرور: هل ترغب في تغيير الناس ليصبحوا نسخاً منك؟ هل تفرح لفشل غيرك؟ هل يسعدك مدح الناس؟ هل يزعجك رفض الناس؟ هل تركز علي أفضليتك علي غيرك؟ هل تقاطع الناس؟ ويعالج صفة الغضب بشكل مبتكر فيشير إلي أن زناد الغضب ينطلق في حالتين: الأولي: فقدان السيطرة علي شخص أو موقف. والثانية: الشعور بالإهانة. والعلاج هو إستشعار عبوديتك لله في الحالة الأولي، وتغليب حسن الظن في الحالة الثانية.
ويتعرض الكاتب لأخص ما يخص الأمة الإسلامية فيمس قضية الخشوع في الصلاة والتي تؤرق الكثيرين فيضع وصفة لتحقيقه تبدأ بحسن الإستعداد للصلاة وإستحضار الخشوع بذكر الله وأداء ركعتين سنة قبل الفرض وتنويع الدعاء ثم ينبه إلي أن الخشوع لن يتحقق بين ليلة وضحاها إنما يحتاج الأمر إلي تدريب وتركيز. كما يتعرض لأحداث العالم من حوله بعيون المسلم فيتحدث عن إنسانية المسلم والأحداث العالمية المفجعة ويعبر عن حزنه لوفاة الممثل المصري الراحل أحمد زكي ويرد علي المعترض علي ذلك بألا يتألي علي الله، والله أعلم بعبادة، ويردد متأسياً بالرسول صلي الله عليهم وسلم: أليست نفس. كما يلفت النظر إلي البوذية - إحدي الديانات الوضعية الشهيرة - وتاريخها وأوجه الشبه بينها وبين الإسلام.

### نقد وانتقاد
وإستكمالاً لشمول الكتاب لأكبر قدر ممكن من أنواع الخواطر جاءت بعض الخواطر محملة بشيئ من الإحباطات والهموم مثل خاطرة «وبعدين مع العرب» دون أن تخلو من أمل في غد أفضل، ولا يفوته أن تعرض للأفلام التي أصبحت واحدة من لغات العصر الحديث فيوضح لنا كيف ينتقي ما يراه منها وكيف يري الفائدة فيما قد يمر علينا مرور الكرام من أفلام نقطع بها وقت الراحة. أما أرق الخواطر فكانت خواطر مناجاة الله عز وجل، ومناجاة رسول الله عليه أفضل الصلاة والسلام.
ويشارك الشقيري قرائه بعض خواطرة حول تفسيرات محددة لبعض الأيات القرآنية مثل آية [وَأَعِدُّوا لَهُمْ مَا اسْتَطَعْتُمْ مِنْ قُوَّةٍ...] {الأنفال:60} فيعرض للقارئ كيف أنه يري أن القوة المقصودة أشمل بكثير من قوة السلاح؛ فهناك قوة الاقتصاد، وقوة النفس، والعلم.. إلخ. كما يعرض خواطره عن بعض القضايا المعاصرة ويربطها ببعض أحداث السيرة النبوية الشريفة فيشارك القارئ بخاطرة مدهشة يقدم فيها رؤية جديدة لجانب مبهر من جوانب العلاقة الطيبة التي ربطت نبينا الكريم – عليه أفضل الصلاة والسلام – بعمه المشرك أبي طالب ويلفتنا إلي رقي علاقتهما رغم تمسك كلا منهما بعقيدته. ويتساءل في خاطرة أخرى متفكراً عن الخلط بين الشريعة والتقاليد في مجتمعاتنا.
ويقترح الشقيري حلولا عملية لبعض السلبيات السائدة فيطرح فكرة إصلاح ما تملك بدل التذمر حول ما لا تملك، مشيراً إلي قاعدة «كيفما تكونوا يولي عليكم». كما يطرح فكرة التعاون فيما يتفق عليه الناس ويعذر بعضهم بعضاً فيما أختلفوا فيه. ويحث علي العمل؛ أي عمل ولو كان صغيراً بسيطاً مطمئناً العمل علينا والنتيجة علي الله.

## أجزاء الكتاب

### الفصل الأول
الجزء الأول من الكتاب تحدث عن خواطر للقلب والروح، معلومات ليست بجديده ولكن تاثيرها يصل إلى القلب مباشرة. (تأثرة جدا في من هو الاعمى) عندما تحدث عن الرجل الذي كان اعمى واجرية له عمليه والحمدلله نجحت العملية واستطاع ان يرى الحياة وكل ماحوله ولكن لم يستطيع تميز الأشياء لأنه كان طوال حياته يميزها بواسطة اللمس وبعد ما أبصر وشاهد الدنيا فقد البصر بعد شهر وعاد إلى وضعه السابق وعبر الرجل عما استفاده من تلك التجربة بقوله:«ليس الأعمى من لا يرى إنما الأعمى هو الذي لا يشعر بما يراه ولايتدبر فيه فكم من بصير يرى بعينيه ولكن قلبه لا يرى شيئاً وكم من اعمى البصر ولكن قلبه يرى.»

### الفصل الثاني
الجزء الثاني من الكتاب خواطر لتطوير الذات.

### الفصل الثالث
الجزء الثالث خواطر للعقل والفكر.

### الفصل الرابع
الجزء الرابع خواطر عن احداث.

## اقتباسات
- (أصل الغضب أنك تنكر أن يجري الشيء على مراد الله لا على مرادك!).. وبالتالي فعلاج الغضب أنه عندما ترى شيئاً لا يعجبك من شخص ما أو في موقف ما فتذكر فوراً أن هذا حصل لحكمة من الله ولسبب قد يخفى عليك وعليه فأن علاج الغضب يأتي بتمام التوكل على الله وتمام الإيمان بأن كل ما يأتي من الله هو خير حتما فهو أحكم الحاكمين.[6]
- اعذرني إن خذلتك وخذلت أمتك. وكلي أمل في قلبك الرحيم أن تستقبلني يوم القيامة على ضعفي وذنوبي فتقبلني على ما كان مني من خذلان وضعف.. فأنت أرحم من خلق وأرحم من مشى على الأرض.. اقبلني وضمني إليك في وسط الزحام.[7]
- تعليقة على مقولة ابن تيمية: (ما يفعل أعدائي بي؟! أنا جنتي وبستاني في صدري، سجني خلوة، وقتلي شهادة، وإخراجي من بلدي سياحة).. فائدتان رئيستان من هذا الكلام الرائع: (1) البحث عن السعادة يجب أن يكون في الداخل.. داخل النفس.. السعادة لن تأتي بكثرة السيارات والنساء والقصور، وإن أحسست بنشوة عند الحصول على هذه الأشياء فما هي إلا متعة زائفة أو مؤقتة تتبعها عادة حالة فراغ واكتئاب، فكم من غني مات كئيباً وكم من فقير عليل معدم مات سعيداً. (2) تحويل المحن إلى منح، الاستفادة من أي تجربة يمر بها الإنسان وهو المبدأ النبوي (تفاءلوا بالخير تجدوه).[8]
- إن أحسنا الظن بالناس سوف تنتهي نصف الشاكل والمشاحنات بين الناس! [9]
- من الصعب الإقلاع عن أي عادة دون إيجاد بديل.[10]
- لاتقاطع الناس ولكن أنصت إليهم فقولك ليس أهم من قولهم، استمع أكثر مما تتحدث.[11]
- لاتفرق في شعورك الداخلي عند تعاملك مع طبقات الناس المختلفة، لا تتعامل مع السعودي بطريقة ومع الهندي بطريقة أخرى! [11]
- اعمل من أجل الله وليس من أجل سماع مدح الناس فمدح الناس فقط يغذي الكبر الذي في داخلك.[11]
- كلما زادت حريتك من قيود الشهوات زادت عبوديتك لله.. والعكس.[12]
- عدد العلماء الباحثين في أمريكا نصف مليون عالم مقارنة باثنى عشر عالم في إسرائيل وحدها وألفي عالم فقط لاغير في بلاد الخليج مجتمعة. فأين القوة العلمية؟ [13]

## قالوا عن الكتاب
- المؤلف أحمد الشقيري جمع بين روح الشباب وحب الدين وفهم الواقع ومزج ذلك كله برحيق الإبداع فانتج هذا الكتاب الرائع. الدكتور طارق السويدان.[5]
- خواطر شاب هو حديث يثبت أن شبابنا سيكون لديهم الكثير ليفيدونا به إذا قرروا أن يعيشوا متعة الحياة الجادة لكن إذا وجدوا من بيننا من يصغي إليهم.. وفقك الله يا أحمد. الحبيب بن علي الجفري.[5]
- الشاب العربي يعتبر من أقوى الطاقات الموجودة في العالم أن أحسن استثمارها.. أحمد الشقيري شاب عربي يود أن يرى باقي الشباب يستثمرون أوقاتهم وطاقاتهم من أجل نهضة الإسلام والمسلمين. الشيخ حمزة يوسف.[5]
- في زمن قل فيه الشباب الطموح الذي يحمل هموم دينه وبلده يحملها على ظهره ويبوح بها ويفكر في المستقبل في شكل خواطر ذكية في هذا الزمان الصعب يخرج علينا أحمد الشقيري يحمل خواطره وأفكاره أنه لا يعبر عن نفسه فقط وإنما يعبر عن مشاعر وأحاسيس وأفكار جيل من الشباب يحب دينه وبلاده ويحلم بمستقبل أفضل خواطر أحمد الشقيري شعلة أمل تقول بوضوح أن شباب هذه الأمة هم الأمل في مستقبل أفضل. عمرو خالد.[5]

## الوصلات اخرجية
- صفحة الكتاب على موقع أندلسية.